# Ministeriële regeling milieukwaliteit elektriciteitsproductie
De ministeriële regeling milieukwaliteit elektriciteitsproductie, kortweg MEP-regeling, was een ministeriële regeling van het Nederlandse ministerie van Economische Zaken. De regeling is per 1 juli 2003 ingesteld en in 2006 stopgezet. De MEP kwam in de plaats van de Regulerende energiebelasting en werd in 2008 opgevolgd door de Stimuleringsregeling duurzame energieproductie.

## Inhoud
De regeling dient om de productie van schone en duurzame energie, o.a.  windenergie, biomassa en fotovoltaïsche zonne-energie te stimuleren. De regeling valt uiteen in twee onderdelen: MEP Duurzaam en MEP warmtekrachtkoppeling (WKK). De tarieven worden per jaar voor de verschillende soorten van productie vastgesteld, op basis van een berekening van de onrendabele top. De MEP wordt bekostigd met een heffing per elektriciteitsaansluiting (100 euro per jaar in 2006). Met ingang van 1 januari 2007 is de wijziging van de Elektriciteitswet 1998 met betrekking tot de MEP in werking getreden. Een van de belangrijkste wijzigingen is dat de MEP vanaf die datum niet langer een open einderegeling is. De minister van Economische Zaken heeft in het kader van een voorhangprocedure de Tweede Kamer aangegeven de subsidieplafonds voor zowel duurzame elektriciteit als voor WKK, in afwachting van nadere besluitvorming door een volgend Kabinet, vast te zullen stellen op nul euro.

## Werking
De MEP is per 1 juli 2003 ingesteld en is in de plaats gekomen van een vrijstelling van de Regulerende Energiebelasting (REB) voor duurzame energiebronnen. Vanwege EU-regels konden buitenlandse producenten van groene stroom niet uitgesloten worden van de REB-vrijstelling. Hierdoor lekte veel belastinggeld naar het buitenland. Producenten van duurzame elektriciteit konden tot 2006 gedurende maximaal tien jaar een MEP-subsidie van maximaal zeven eurocent per kWh krijgen. In mei 2005 liet minister Brinkhorst weten dat de regeling te succesvol was en daarom te duur werd. Toekenning van MEP Duurzaam-subsidies werd daarom voor de rest van het jaar bevroren. Op 18 augustus 2006 stelde minister Wijn van EZ de MEP Duurzaam-subsidies op 0 euro.
Bestaande projecten en projecten die al waren ingediend hebben hieronder niet geleden. Windmolenprojecten hebben een lange doorlooptijd. Als gevolg daarvan is pas in de cijfers over 2009 het effect te zien van het stopzetten van de subsidies. Werd in 2008 nog 416 megawatt (MW) aan nieuwe capaciteit bijgeplaatst in Nederland, in 2009 was dit 110 MW en in 2010 daalde het verder naar 30 MW.